# Wyche Fowler
William Wyche Fowler, Jr. (6 de outubro de 1940) é um político e diplomata dos Estados Unidos. Foi membro da Câmara dos Representantes dos Estados Unidos (1977-1986), senador dos Estados Unidos (1987-1993) e embaixador na Arábia Saudita (1996-2001). Ele estabeleceu um histórico de votação progressiva em questões internas, incluindo um forte apoio aos direitos civis e à legislação ambiental. Ele também concentrou-se na política externa em questões de inteligência, e defendeu a democracia e os direitos humanos. É membro do Partido Democrata.